# Kaserne Am Exer

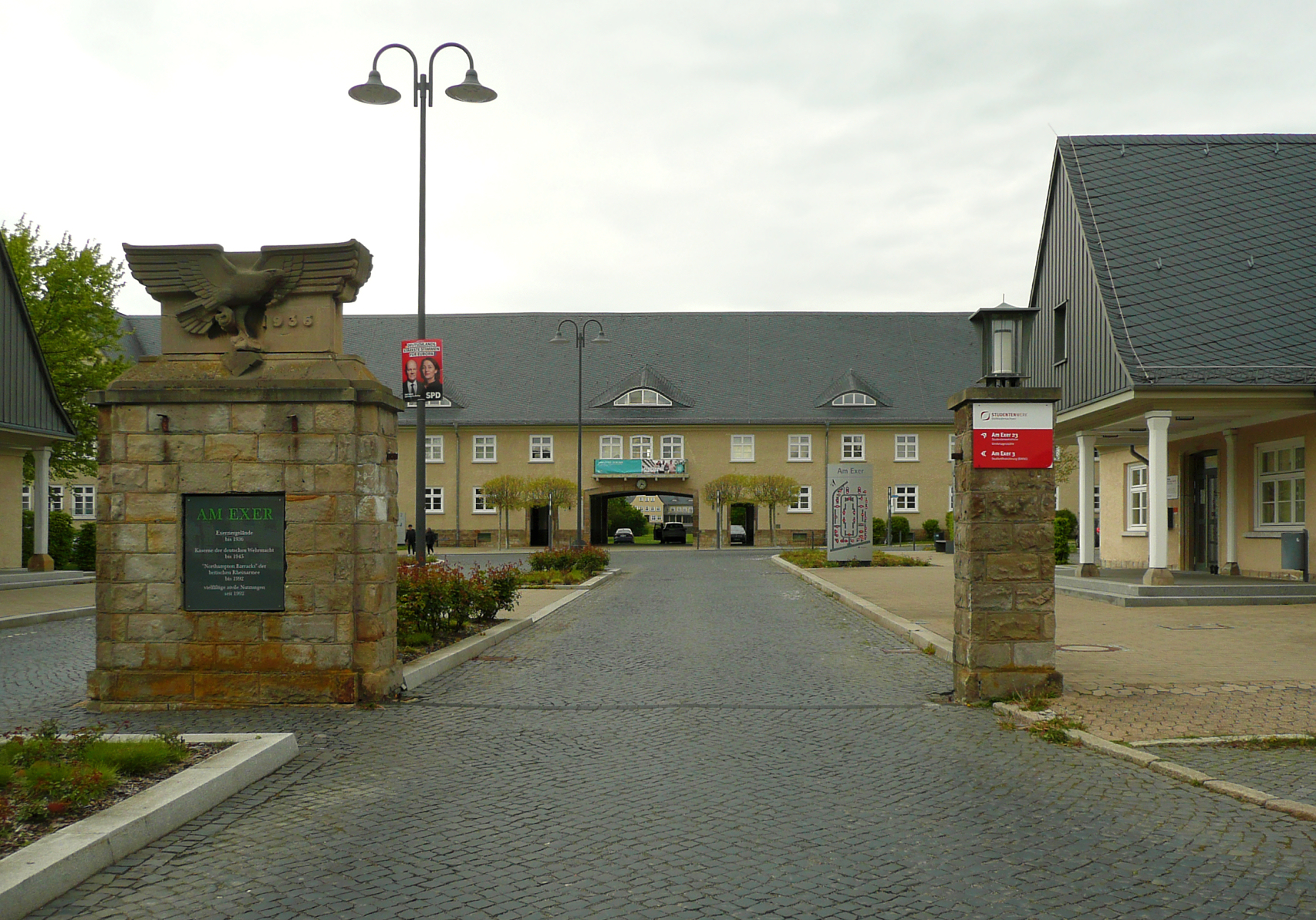
Hauptzufahrt mit früheren Wachhäusern

Die Kaserne Am Exer, früher als Flak-Kaserne bezeichnet, ist eine ehemalige Kaserne in Wolfenbüttel in Niedersachsen, die unter Denkmalschutz steht. Sie wurde 1936 in der Zeit des Nationalsozialismus errichtet.

## Beschreibung

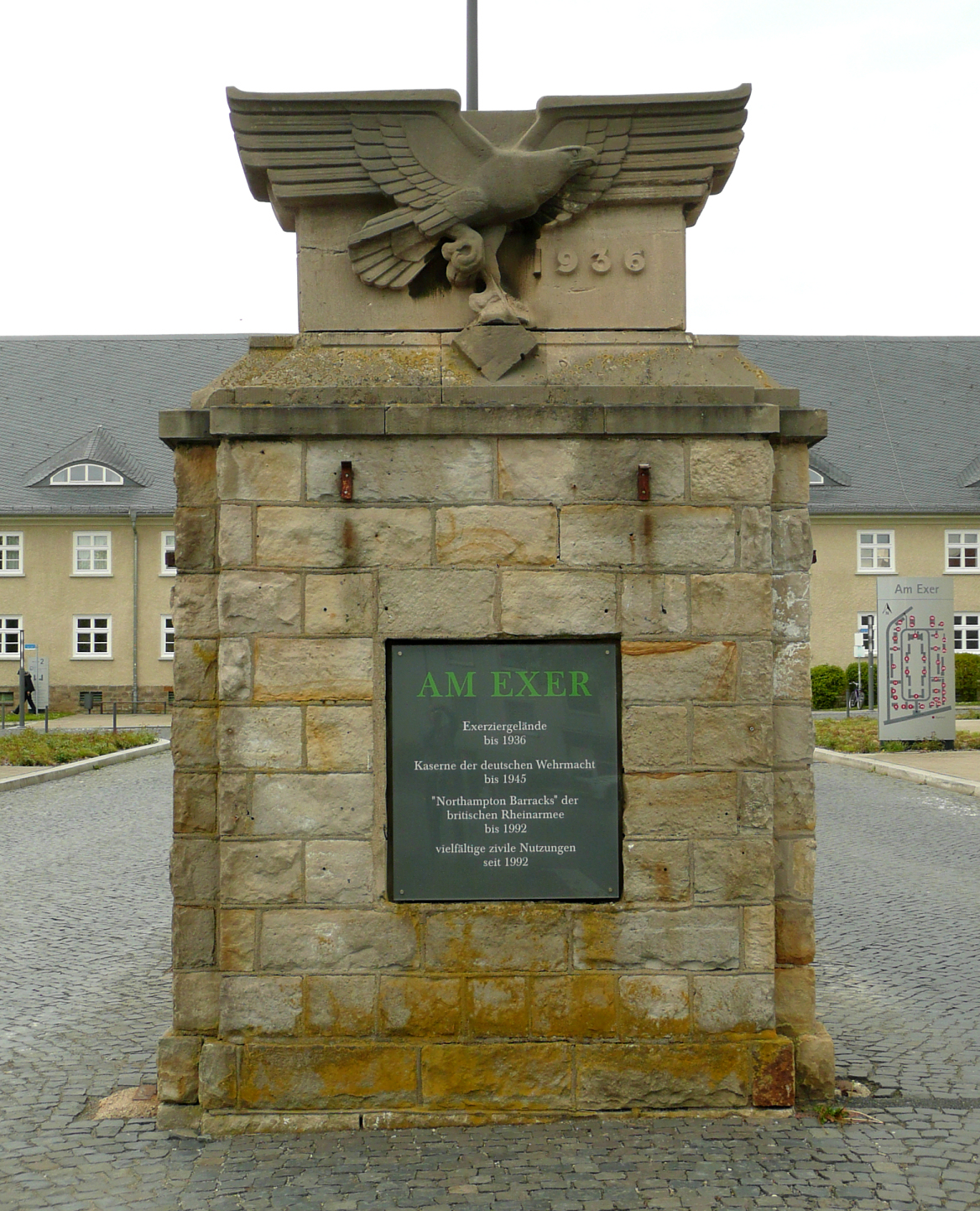
Merkzeichen vor der Zufahrt

Die Kaserne entstand rund drei Kilometer nordöstlich des Stadtzentrums von Wolfenbüttel. Sie liegt auf dem Gelände eines früheren Exerzierplatzes der Wolfenbütteler Garnison, das „Am Exer“ bezeichnet wird. Die Kaserne befindet sich östlich des Waldgebietes Lechlumer Holz auf etwa 125 m ü. NHN.
Die Anlage wurde ab 1933 von den Architekten Hans Behrens und Alois Hemmerde geplant. Die Bauphase dauerte von 1935 bis 1936 an. Die Unterkunfts- und Mannschaftsgebäude sind zwischen dem Eingangsbereich mit zwei Wachhäusern und dem Offizierskasino als Zentralbau symmetrisch um eine zentrale Grünfläche angeordnet, was als barockes Bauschema erscheint. Die Gebäude  sind zweigeschossig und haben steile, schiefergedeckte Satteldächer. Die Architektur weist zum Teil den Heimatschutzstil auf, was an den Fenstern, Dächern mit Hechtgauben und der Außenputzgestaltung erkennbar ist. Der innere Gebäudekomplex wird von einer außen liegenden Ringstraße erschlossen, die mit einem kleinteiligen Pflaster aus Blaubasalt versehen ist. Der Innenbereich ist außen hufeisenförmig von eingeschossigen Werkstatttrakten und Fahrzeughallen umgeben. Das Gelände ist zum Teil mit einem Natursteinsockel eingefriedet, auf dem zwischen Steinpfeilern ursprünglich Gitterstäbe standen.

## Geschichte

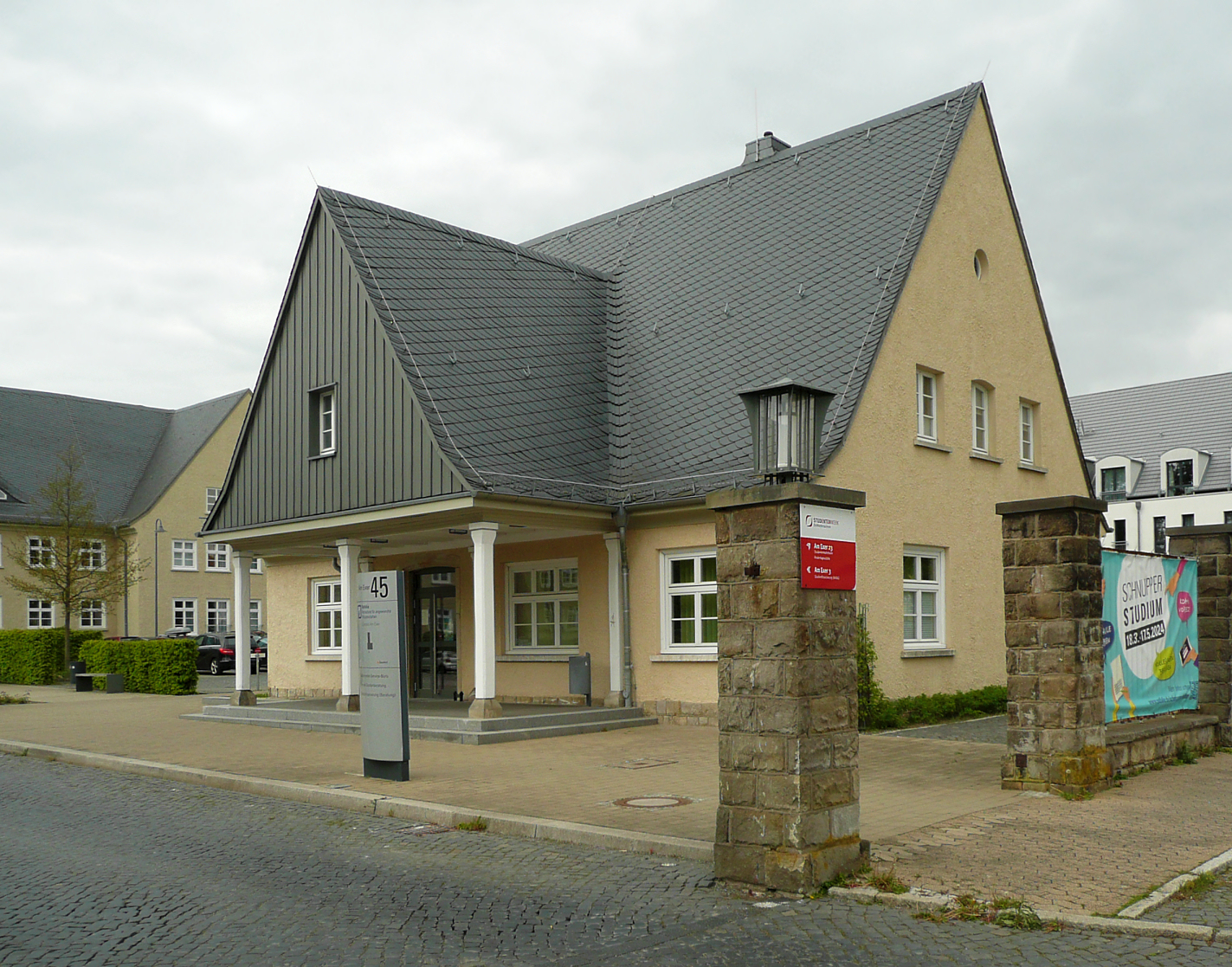
Rechtes Wachhaus

In der Kaserne war das 36. Flak-Regiment und das „Fallschirm-Infanterie-Bataillon 1“ der Luftwaffe aus Braunschweig untergebracht. Nach dem Zweiten Weltkrieg übernahm die Britische Rheinarmee die nur wenig beschädigte Kasernenanlage und benannte sie in „Northampton Barracks“ um. Die britische Armee räumte die Kaserne 1992 nach der Deutschen Wiedervereinigung. Im Anschluss kam das 18 Hektar große Areal ab 1993 durch eine Konversion in zivile Nutzung, nachdem das Bundesvermögensamt das Gelände an verschiedene öffentliche Träger veräußert hatte. 1995 gründete sich der gemeinnützige Verein Technisches Innovationszentrum Wolfenbüttel (tiw), der die größten Eigentumsanteile am Gelände hat. Er vermarktet es als Wirtschafts- sowie Wissenschaftsstandort und stellt es der Ostfalia Hochschule für angewandte Wissenschaften zur Verfügung, die hier einen Campus hat. Weitere Eigentümer von Flächen sind unter anderem die Stadt Wolfenbüttel, das Land Niedersachsen, das Deutsche Rote Kreuz und das Studentenwerk Braunschweig. Als neue Bauten entstanden ab dem Jahr 2002 Technologiegebäude und Studentenunterkünfte.

## Sonstiges
Bei den Bauarbeiten zur Errichtung der Kaserne wurde 1936 am Rande des Geländes das frühmittelalterliche Gräberfeld Auf dem Exer entdeckt, das 2023 wegen geplanter Baumaßnahmen näher archäologisch untersucht wurde.